# Andrew Delisle Sr.
Pour les articles homonymes, voir Delisle.
 Andrew Delisle Sr. est un ex-Grand Chef de Kahnawake né en 1933 et mort le 6 juillet 2019 à Kahnawake. Il est Aîné-Conseiller spécial au Conseil mohawk de Kahnawake. De plus, il est au service de sa communauté depuis plus de 40 ans à défendre les droits des autochtones. Il est reconnu pour ses nombreux accomplissements dans le domaine des affaires autochtones.

## Biographie
Au début des années 1960, Monsieur Delisle fut élu au Conseil de bande de Kahnawake. En 1963, il est l'un des membres fondateurs du Conseil National Indien. Plus tard, il participa à la transformation de la Fraternité des Indiens du Canada en Assemblée des Premières Nations (1982). Dans les années 1970, il a pris une part active dans la négociation de la Baie James. Durant l'été 1990, Andrew Delisle faisait partie de l'équipe de négociation qui a mis un terme à la confrontation entre les Mohawk et les autres gouvernements (Crise d'Oka).
Monsieur Delisle fut le premier autochtone à recevoir l'Ordre du Canada, en 1969. Il a reçu le 4 avril 2004 à Calgary, le prix de la fondation nationale des réalisations autochtones pour l'ensemble de son œuvre et pour sa générosité hors pair. L'événement a été télédiffusé au réseau anglais de Radio-Canada et sur la chaîne APTN.

## Distinctions
- 1969 :  Officier de l'Ordre du Canada[2]
- 2004 : Prix de la fondation nationale des réalisations autochtones